# Райли (кратер)
Вижте пояснителната страница за други значения на Райли.
Райли (на английски: Riley) е ударен кратер разположен на планетата Венера. Той е с диаметър 25 km, и е кръстен на Маргарет Райли – английска ботаник.
Дъното на кратера лежи 580 m под околния терен, ръб на кратера е с височина от 620 m, а централно възвишение е 536 m.